# Simon Guggenheim
Simon Guggenheim (Philadelphia, 1867. december 30. – New York, 1941. november 2.) az Amerikai Egyesült Államok szenátora (Colorado, 1907–1913).